# 前1430年代
| 千纪： | 前2千纪 |
| 世纪： | 前16世纪 \| 前15世纪 \| 前14世纪                                                                                     |
| 年代： | 前1460年代 \| 前1450年代 \| 前1440年代 \| 前1430年代 \| 前1420年代 \| 前1410年代 \| 前1400年代                       |
| 年份： | 前1439年 \| 前1438年 \| 前1437年 \| 前1436年 \| 前1435年 \| 前1434年 \| 前1433年 \| 前1432年 \| 前1431年 \| 前1430年 |

## 重要事件及趋势
- 约前1437年，统治的50年的雅典国王厄里克托尼俄斯去世，他的儿子潘狄翁一世即位。

## 重要人物
- 图特摩斯三世，古埃及第十八王朝法老
- 图特哈里一世，赫梯国王
- 亚述拉比一世、亚述纳迪纳赫一世，亚述国王
- 厄里克托尼俄斯、潘狄翁一世，雅典国王
- 外壬、河亶甲，商朝国王